# Phytomastax meiospina
Phytomastax meiospina is een rechtvleugelig insect uit de familie Eumastacidae. De wetenschappelijke naam van deze soort is voor het eerst geldig gepubliceerd in 1981 door Chen.